# Elogi de l'Horitzó
Elogi de l'Horitzó és el nom d'una escultura de formigó situada a la ciutat de Gijón (Espanya), obra de l'escultor Eduardo Chillida. Es tracta d'una obra de grans proporcions erigida l'any 1990 i representa una fita a la carrera del seu creador.
Chillida, a partir d'un petit disseny va començar l'execució de l'obra, que arrencava amb una maqueta de porexpan de mida natural. Després es va realitzar el complex procés de l'encofrat del formigó i, un cop assecat, es va procedir a desencofrar. Llavors, l'Elogi es va sotmetre a una lenta i elaborada neteja, que va finalitzar amb l'obtenció del seu color definitiu, en el qual el mar i el temps van deixar la seva empremta.